# Ri Mjong-hun
Ri Mjong-hun (korejsky 리명훈, anglický přepis: Ri Myung-hun; * 14. září 1967 Severní Korea), po svém oblíbeném basketbalistovi Michaelu Jordanovi přezdívaný Michael Ri, je bývalý severokorejský basketbalista. Se svou výškou 234 centimetrů byl v jednu dobu nejvyšším mužem světa a jedním z nejvyšších basketbalistů historie. V zápase mezi smíšenými týmy hráčů ze Severní a Jižní Koreje v roce 1999 zaznamenal během 21 minut 26 bodů.
Dne 28. prosince 2011 ukázala severokorejská televize záběry z pohřbu Kim Čong-ila, na nichž je mezi vojáky vidět neobvykle vysoká osoba. Objevily se tedy spekulace, že by to mohl být právě Ri Mjong-hun.